# Галерија грбова Финске
Галерија грбова Финске обухвата актуелни Грб Финске, грбове финских округа и грбове финских градова.

## Актуелни Грб Финске
- Грб Финске

## Историјски грбови Финске
- Грб Финске у оквиру Руске Империје 1809-1918
- Грб Краљевине Финске 1918

## Грбови финских округа
- Грб округа Јужна Карелија
- Грб округа Јужна Остроботнија
- Грб округа Јужна Савонија
- Грб округа Кајину
- Грб округа Кименска Долина
- Грб округа Нова Земља
- Грб округа Оландска острва
- Грб округа Остроботнија
- Грб округа Пејенска Тавастија
- Грб округа Пирканска земља
- Грб округа Сатакунта
- Грб округа Северна Карелија
- Грб округа Северна Остроботнија
- Грб округа Северна Савонија
- Грб округа Средишња Остроботнија
- Грб округа Средишња Финска
- Грб округа Ужа Тавастија
- Грб округа Ужа Финска
- Грб округа Финска Лапонија

## Грбови финских градова
- Грб Хелсинкија
- Грб Еспоа
- Грб Тампереа
- Грб Енекоски
- Грб Ванте
- Грб Оулуе
- Грб Туркуа
- Грб Јивескилеа
- Грб Куопие
- Грб Лахтија
- Грб Коуволе
- Грб Порија
- Грб Јоенсуе
- Грб Лапенранте
- Грб Хеменлина
- Грб Васе
- Грб Рованијемија
- Грб Сејнејокија
- Грб Микелија
- Грб Котке
- Грб Сала
- Грб Порвоа
- Грб Лохја
- Грб Кокола
- Грб Хивинке
- Грб Јервенпеа
- Грб Рауме
- Грб Кајаниа
- Грб Савонлина
- Грб Кераве
- Грб Нокије
- Грб Илејервија
- Грб Карине
- Грб Рихимекија
- Грб Расеборга
- Грб Иматре
- Грб Састамала
- Грб Рахеа
- Грб Рајсија
- Грб Торнија
- Грб Исалмија
- Грб Кемија
- Грб Јемсе
- Грб Варкауса
- Грб Валкеакоскија
- Грб Хамина
- Грб Хејнола
- Грб Јакобстада
- Грб Пијексемекија
- Грб Нанталија
- Грб Форса
- Грб Аке
- Грб Каухава
- Грб Лоима
- Грб Ориматила
- Грб Кусамоа
- Грб Усикаупункија
- Грб Паргаса
- Грб Ловиса
- Грб Иливјеска
- Грб Лапуа
- Грб Курика
- Грб Каухајокија
- Грб Улвила
- Грб Калајокија
- Грб Лиекса
- Грб Алавуса
- Грб Канканпе
- Грб Ките
- Грб Нивала
- Грб Менте-Вилпула
- Грб Пајмио
- Грб Хујтинена
- Грб Кеуруа
- Грб Алајерви
- Грб Саријервија
- Грб Оривесија
- Грб Нерпеса
- Грб Кауниајнена
- Грб Сомероа
- Грб Ханкоа
- Грб Кухмоа
- Грб Каркила
- Грб Киурувесија
- Грб Пудасјервија
- Грб Нурмеса
- Грб Кемијарвија
- Грб Оулаинена
- Грб Кокемекија
- Грб Хапајервија
- Грб Никарлебија
- Грб Суонењокиа
- Грб Харјавалта
- Грб Икалинена
- Грб Хапавесија
- Грб Оутокумпуа
- Грб Вирата
- Грб Кристинестада
- Грб Витасарија
- Грб Парканоа
- Грб Сиунтио
- Грб Ехтерија
- Грб Кануса
- Грб Пихејервија
- Грб Јуанкоскија
- Грб Хаукипудаса
- Грб Нилсие
- Грб Каскинена

## Аутономни округ Оландска Острва
Галерија грбова Оландских Острва